# Duché de Naples
vers 600-638 – 1137
Entités précédentes :
- Empire byzantin (Exarchat de Ravenne)

Entités suivantes :
- Royaume de Sicile

Le duché de Naples (latin : Ducatus Neapolitanus, grec : Δουκάτο τῆς Νεᾱπόλεως) est une province byzantine dirigée par un gouverneur militaire (dux). Comme dans d'autres territoires byzantins d'Italie, la noblesse locale réussit à transformer le duché en un État autonome et à rendre héréditaire la charge de duc. L'État, qui dura plus de cinq siècles tout au long du haut Moyen Âge, est aussi connu sous le nom de Duché napolitain.
À partir de l'an 840, les ducs deviennent plus autonomes que leurs prédécesseurs, ils ne sont plus choisis par l'empereur mais élus par les citoyens ; ainsi, Serge Ier, choisi selon ce mode de désignation, crée une dynastie qui règne sur le duché jusqu'en 1137. 
La mort sans héritier en 1137 du duc Serge VII, vassal du roi Roger II de Sicile, permet à ce dernier d'annexer le duché napolitain, et de conférer le titre à Alphonse de Capoue.